# Alfred Hickman
Alfred Hickman (25 de febrero de 1873-9 de abril de 1931) fue un actor cinematográfico británico, activo en la época del cine mudo. 
Su nombre completo era Alfred Scott Devereux Hickman, y nació en Londres, Inglaterra. Casado con las actrices Blanche Walsh y Nance O'Neil, actuó en un total de 35 filmes desde 1914 a 1931.
Falleció en 1931 en Hollywood, California, a causa de una hemorragia cerebral, y fue enterrado en el Cementerio Forest Lawn Memorial Park de Glendale, California.

## Selección de su filmografía
- Are You a Mason? (1915)
- The Iron Woman (1916)
- The Fall of the Romanovs (1917)
- Little Miss Hoover (1918)
- Erstwhile Susan (1919)
- Civilian Clothes (1920)
- The Enchanted Cottage (1924)
- The Rescue (1929)